# Dinochloa
Dinochloa es un género de plantas herbáceas de la familia de las poáceas. Es originario del sudeste de Asia, India y Malasia.

## Taxonomía
El género fue descrito por Lodewijk Hendrik Buse y publicado en Plantae Junghuhnianae 387. 1854. La especie tipo es: Dinochloa tjankorreh (Schult.) Büse. 
Etimología
El nombre del género deriva del griego deinós (maravillosa) y chloé (césped), en alusión al tamaño.
Citología
Número de la base del cromosoma, x = 12. 2n = 72.

## Algunas especies
- Dinochloa dielsiana Pilg.
- Dinochloa macrocarpa Elmer
- Dinochloa scandens (Blume) Kuntze